# Malošujka
Malošujka (in russo Малошуйка?) è un insediamento di tipo urbano situato nel distretto Onežskij dell'oblast' di Arcangelo, nella Russia nord-occidentale.
Si trova sul fiume omonimo a 7 km dalla costa del Mar Bianco, 40 km a sud-ovest di Onega.